# 小島吉雄
小島 吉雄（こじま よしお、1901年（明治34年）1月24日 - 1989年（平成元年）10月21日）は、日本の国文学者。
学位は、文学博士（九州帝国大学・論文博士・1945年）（学位論文「後鳥羽上皇と新古今和歌集」）。大阪大学名誉教授。

## 経歴
大阪府出身。1924年京都帝国大学文学部国文科卒。九州帝国大学助教授、教授、1945年「後鳥羽上皇と新古今和歌集」で九州帝国大学より文学博士の学位を取得。1950年大阪大学文学部教授、1965年定年退官、名誉教授。
「新古今和歌集の研究」をはじめ、中世歌論、連歌、俳諧、浄瑠璃を研究した。
1982年（昭和57年）には各種の古典講座を開催し、一般市民に古典文学への興味と理解を深めさせ、古典文学の普及に尽力してきたとして、大阪文化賞を受賞する。

## 著書
- 『新古今集講話』（出来島書店） 1943
- 『新古今和歌集の研究』（星野書店） 1944
- 『新古今集秀歌抄』（出来島書店） 1948
- 『評釈古今・新古今集 解釈と鑑賞』（旺文社） 1968
- 『能古 - 歌文集』（初音書房） 1972
- 『芭蕉と奥の細道ところどころ 』（桜楓社） 1976
- 『山房雑記』（桜楓社） 1977
- 『新古今和歌集の研究』（和泉書院） 1993

### 校注
- 『日本古典全書 新古今和歌集』（朝日新聞社） 1959
- 『日本古典文学大系 第29』（金槐和歌集  /源実朝 校注、岩波書店） 1961
- 『古典日本文学全集 第12』（新古今和歌集 評釈、筑摩書房） 1962